# Gruzie na Letních olympijských hrách 2012
Gruzie se účastnila Letní olympiády 2012. Zastupovalo ji 35 sportovců (29 mužů a 6 žen) v 11 sportech.

## Medailisté
| Medaile | Jméno                  | Sport | Soutěž                  |
| ------- | ---------------------- | ----- | ----------------------- |
| Zlato   | Laša Šavdatuašvili     | Judo  | Muži 66 kg              |
| Stříbro | Revaz Lashkhi          | Zápas | Muži řecko-římský 60 kg |
| Stříbro | Vladimer Chinčegašvili | Zápas | Muži volný styl 55 kg   |
| Stříbro | Davit Modzmanašvili    | Zápas | Muži volný styl 120 kg  |
| Bronz   | Manuchar Tskhadaia     | Zápas | Muži řecko-římský 66 kg |
| Bronz   | Davit Marsagišvili     | Zápas | Muži volný styl 84 kg   |
| Bronz   | Giorgi Gogšelidze      | Zápas | Muži volný styl 96 kg   |